# 1890 en photographie
| Années de la photographie : 1887 - 1888 - 1889 - 1890 - 1891 - 1892 - 1893    |
| Décennies de la photographie : 1860 - 1870 - 1880 - 1890 - 1900 - 1910 - 1920 |

Cet article présente les faits marquants de l'année 1890 en photographie.

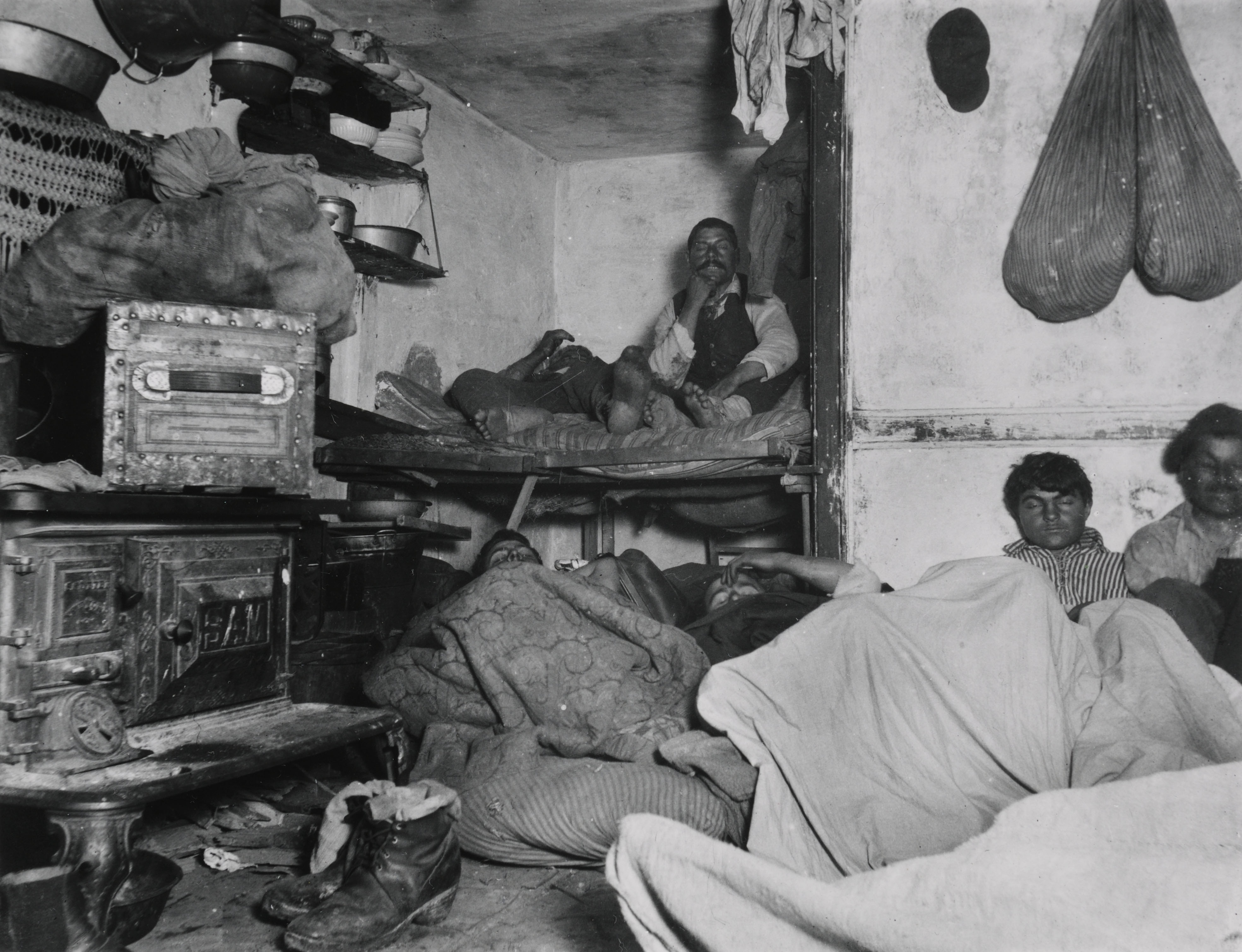
Jacob Riis, Lodgers in Bayard Street Tenement, Five Cents a Spot [Locataires dans un immeuble de Bayard Street, cinq cents la place], publiée dans How the Other Half Lives.

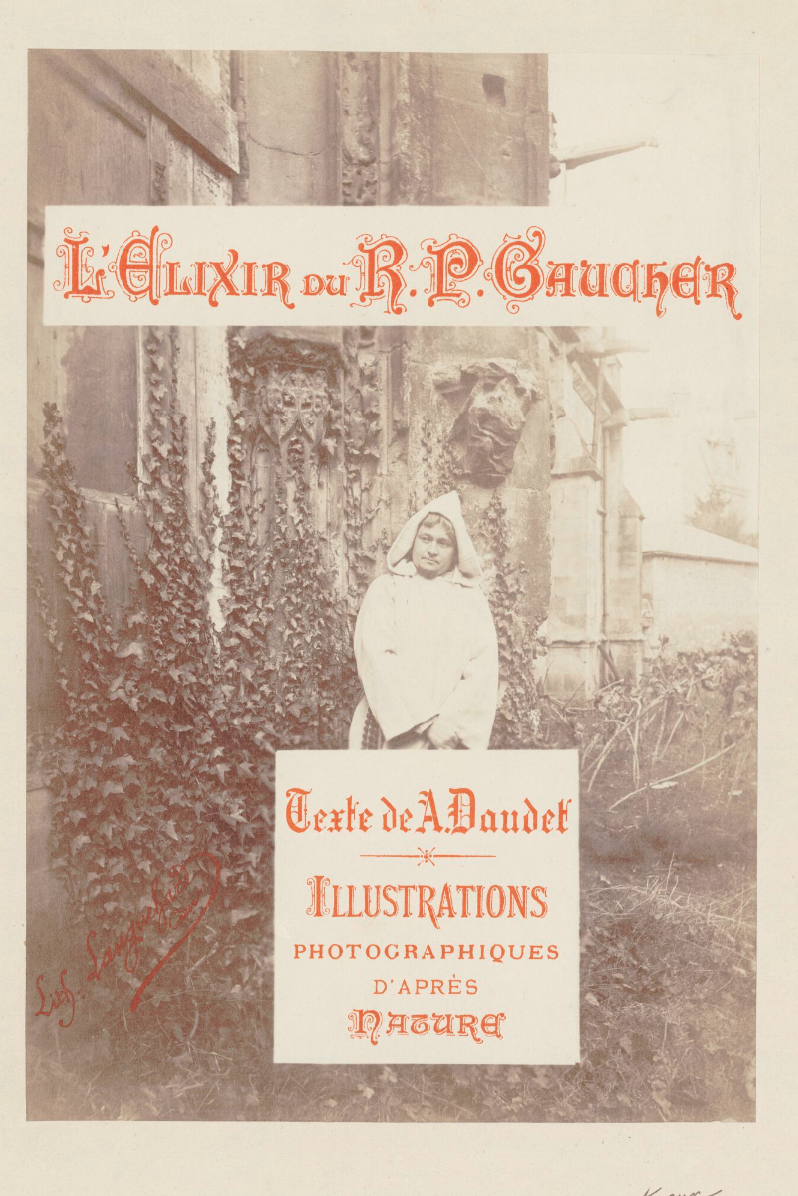
Couverture de l'édition de l'L'Élixir du révérend père Gaucher illustrée de photographies.

## Événements
- Jacob Riis publie How the Other Half Lives (Comment vit l'autre moitié), ouvrage pionnier dans le photojournalisme, qui documente les conditions de vie misérables des quartiers pauvres et des bidonvilles de New York dans les années 1880 ; l'ouvrage est considéré comme le premier exemple américain de l’utilisation de la photographie à des fins de réforme sociale.
- Paul Nadar effectue un voyage au Turkestan en Asie centrale et en rapporte un reportage photographique avec le nouvel appareil Kodak ; il présente ses photographies à la Société française de photographie à son retour[1].
- Alice Boughton ouvre son studio de photographie à New York sur East 23rd Street dans le quartier de Manhattan
- Stanisław Julian Ignacy Ostroróg reprend à Paris l'atelier de son père, Stanisław Julian Ostroróg, et adopte le même pseudonyme, sous la forme « Lucien Walery ».
- Jules Beau, spécialisé dans la photographie de sport, associé à Marc Henri Fontès, ouvre un studio au 51, rue de Passy, baptisé « Photographie de Passy ».
- Belle Johnson reprend à son compte le studio de photographie de M. Ripley à Monroe City dans le Missouri, où elle s'est formée[2].
- Le sculpteur et ébéniste français François-Rupert Carabin commence à élaborer un corpus de près de 700 photographies de modèles de nus féminins dont il s'inspire pour son oeuvre de sculpteur[3].
- Juin : création de la Société photographique de Rennes[4].
- 15 août : inauguration du mémorial Daguerre, monument en granit et en bronze érigé à la mémoire de Louis Daguerre, à l'angle sud-est de la National Portrait Gallery à Washington.

## Livres illustrés de photographies
- L'édition de L'Élixir du révérend père Gaucher d'Alphonse Daudet par l'amateur photographe caennais Henri Magron, à compte d'auteur, est illustrée de photographies[5] : c'est la première tentative française d’illustration d'une œuvre littéraire par la photographie[6].

## Études, essais, articles
- Arthur Batut, La Photographie aérienne par cerf-volant, Paris, Gauthier-Villars, 74 p. (lire en ligne).
- Alphonse Bertillon, La photographie judiciaire, avec un appendice sur la classification et l'identification anthropométriques, Paris, Gauthier-Villars et fils, coll. « Bibliothèque photographique », 115 p., 6 p. de photographies.
- (en) Peter Henry Emerson, Death of Naturalistic Photography (Lire en ligne), pamphlet de 7 pages, sans lieu ni date, où le photographe britannique affirme que la photographie n'est pas un art et qu'elle devrait « être placée au dernier rang des arts, en dessous de tous les arts graphiques ».

## Naissances
- 11 février : Anton Giulio Bragaglia, artiste, réalisateur de cinéma et photographe italien, mort le 15 juillet 1960.
- 21 février : Franz Roh, historien de l'art et photographe, mort le 30 décembre 1965.
- 27 août : Man Ray, peintre, photographe et réalisateur américain naturalisé français, mort le 18 novembre 1976.
- 6 septembre : Attilio Prevost, entrepreneur, journaliste et photographe italien, mort le 3 mai 1954.
- 16 octobre : Paul Strand, photographe et cinéaste documentaire américain, mort le 31 mars 1976.

- Date précise inconnue ou non renseignée :
  - Toragorō Ariga, photographe japonais, mort le 12 mai 1993
  - Nora Dumas, photographe hongroise, morte le 23 mai 1979.

## Décès
- 15 janvier : Ernest-Charles Appert, photographe français qui, avec son frère Eugène-Léon, a réalisé une série de photomontages lors de la Commune de Paris en 1871, né le 10 septembre 1831.
- 30 janvier : Carl Durheim, lithographe et photographe suisse, né en 28 novembre 1810.
- 30 avril : Marcus Thrane, journaliste, militant social et photographe norvégien, né le 14 octobre 1817.
- 31 mai : Stanisław Julian Ostroróg, photographe polonais actif à Paris et Londres sous le nom de Walery, né en janvier 1836.
- 23 juillet : Jean Nicolas Truchelut, inventeur et photographe français, né le 26 août 1811.
- 11 septembre : Hugues Bidoit, photographe français, né le 2 avril 1817.
- 29 octobre : Édouard Buguet, photographe français, né le 13 juillet 1840[7].
- Date précise inconnue :
  - Paolo Lombardi, photographe italien, né en 1827.

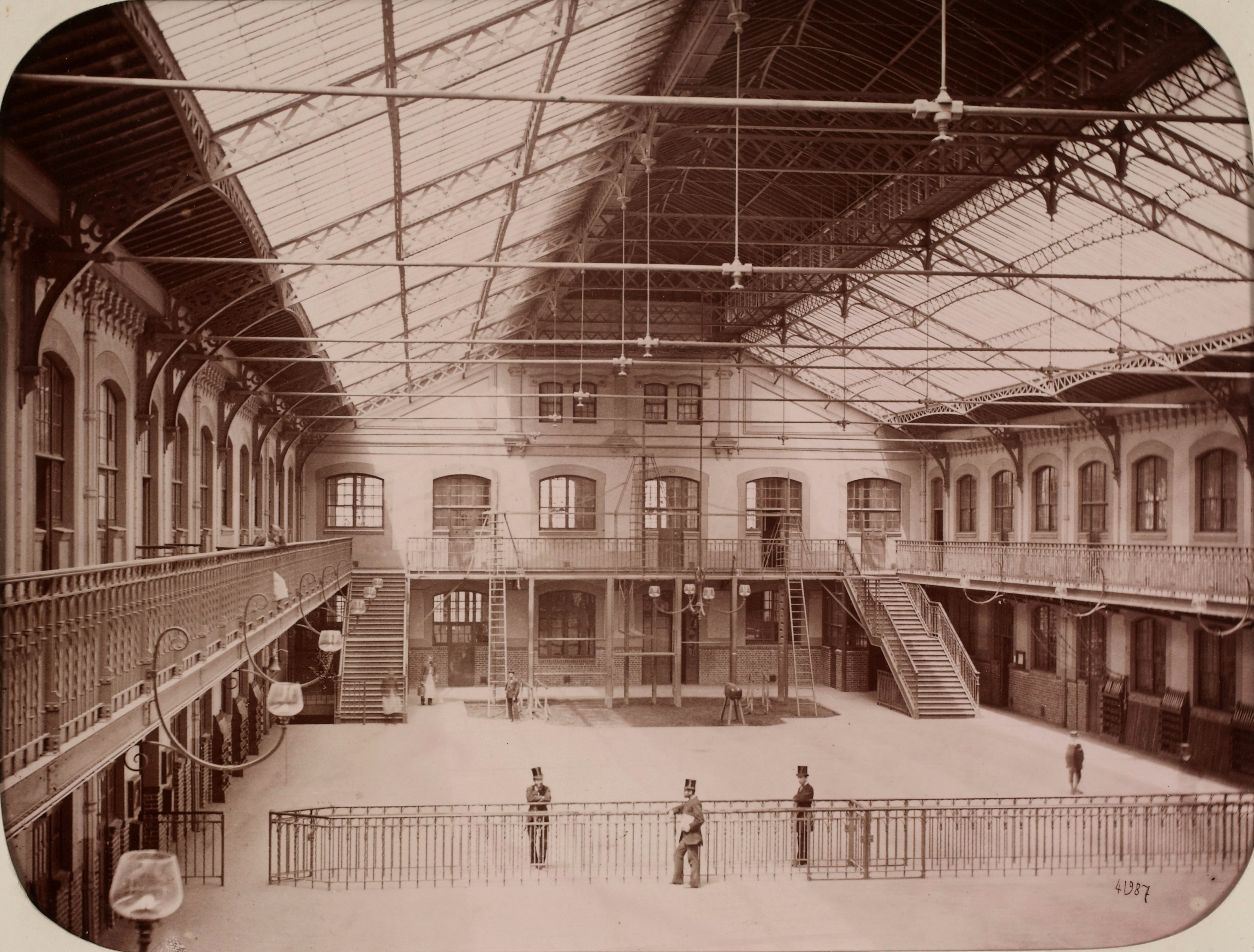
Jules David, Le hall Eiffel de l'École Monge à Paris.

## Célébrations
Centenaire de naissance
- John Cay (en)